# Храм Покрова Божией Матери (Тяньцзинь)
Храм Покрова Божией Матери (кит. 天津圣母帡幪堂) — православный храм в Таньцзине, относящийся к Тяньцзиньской епархии.

## История

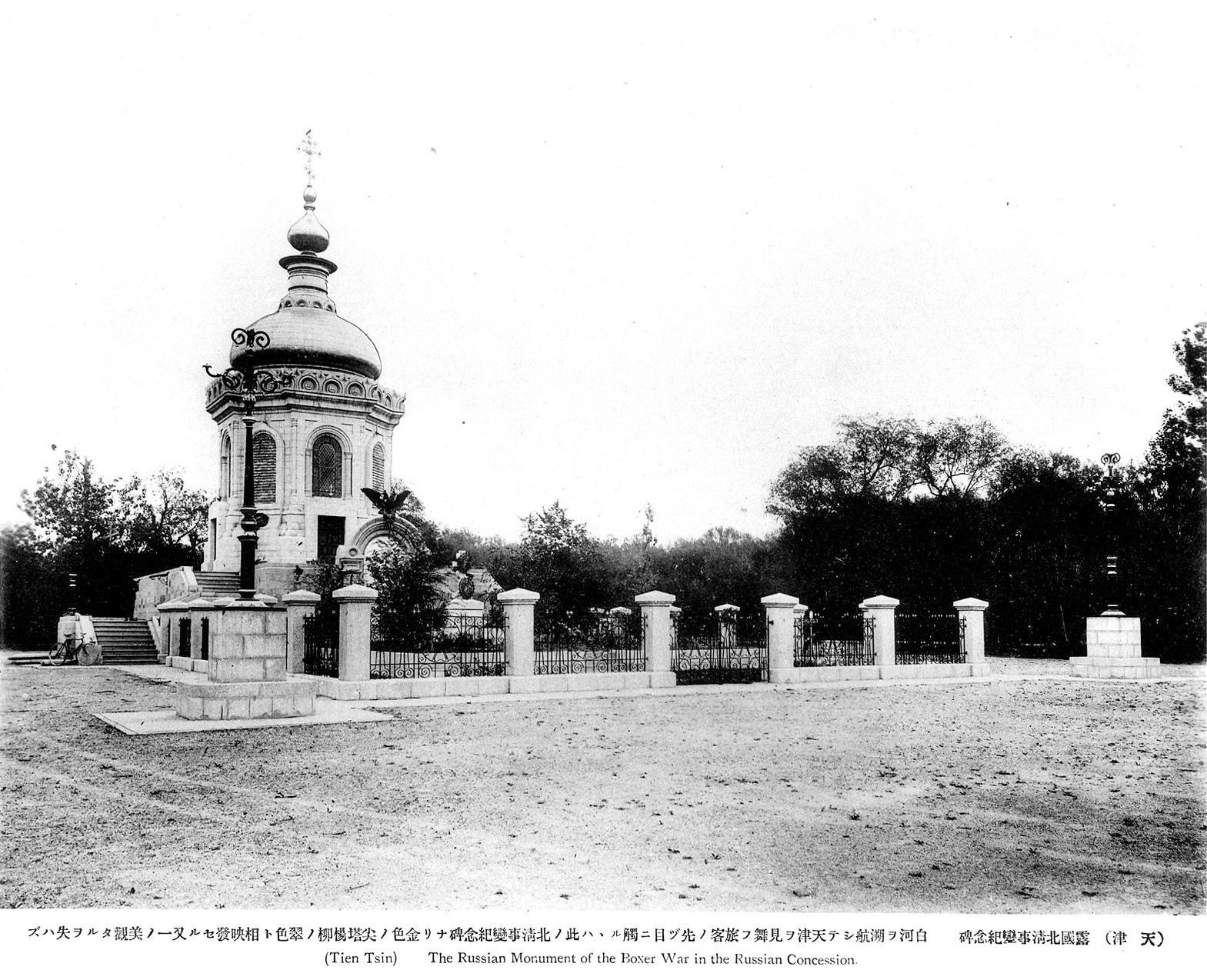
Первоначальный вид часовни, освящённой в честь Христа Спасителя

30 июля 1901 года в «Русском парке» на братской могиле 108 русских солдат, погибших во время восстания ихэтуаней 1900 года был сооружен памятник, который после Русско-японской войны стал одновременно служить и мемориалом павшим и в этой войне.
Памятник представлял из себя небольшую часовню с алтарем из серого тесаного мрамора на высоком подиуме высотой около 4 м, к которому вела двувсходная лестница из того же мрамора. По оси восток-запад на некотором расстоянии от часовни была установлена арка, составляющая с ней единую композицию. На возвершии полуциркульной арки находился чугунный двуглавый орел с распростертыми крыльями, устремленный на запад, что по замыслу символизировало духовную связь памятника-часовни с Россией.
Грани восьмерика храма поочерёдно с окнами были украшены нишами со вставками из белого мрамора с выгравированными на них именами русских воинов, павшими в 1900 году в Тяньцзине. Часовня-памятник была освящена в 1909 году во имя Христа Спасителя.
В связи с наплывом русской эмиграции в Тяньцзинь здание часовни в 1929 году было основательно реконструировано на пожертвования известного в Китае благотворителя И. В. Кулаева. Автор проекта реконструкции связал воедино разные части мемориального комплекса. Новый объём храма, превысивший первоначальный в три раза, включил в себя и часовню, и арку. Часовня стала алтарной частью храма, арка же была использована в качестве горельефа на западном фасаде колокольни.
Новый расширенный храм, вмещавший до тысячи человек, был освящён 3 ноября 1929 года митрополитом Иннокентием (Фигуровским) в честь Покрова Пресвятой Богородицы.
В 1939 году по распоряжению японских властей храм-памятник была снесена. В 1941 усилиями русской колонии Тяньцзиня храм снова возродился, но уже в других архитектурных формах. Первая служба в нём прошла 7 ноября 1941 года.
Росписи в новом храме, выполненные художниками Карамзиным, Кулаевым, Н. Л. Кощевским, Ступиным и Токаревым, по словам современников создавали этому храму славу одного из лучших в Китае.
Здание было серьезно повреждено во время Таньшаньского землетрясения 1976 г. и снесено в 1980 г. 

## Настоятели
- 1922—1932 — Виктор (Святин), иеромонах